# アンブロキシド
アンブロキシド（ambroxide）は、天然に存在するテルペノイドの一つであり、竜涎香の芳香を産み出す重要な成分の一つである。商品名のアンブロキサンとして広く知られている。アンブロキシドはアンブレインの自動酸化産物である。

## 合成
アンブロキシドはクラリセージの精油の成分であるスクラレオールから合成される。スクラレオールはラクトンへと酸化的に分解され、次に対応するジオールへと水素化される。得られた化合物の脱水によりアンブロキシドが形成される。

## 用途
アンブロキシドは竜涎香の雰囲気を作り出すため、また保留剤として香水で使われる。少量 (< 0.01 ppm)  が食品のフレーバーとして使われる。